# Palaeochenoides mioceanus
Palaeochenoides mioceanus — викопний вид морських птахів вимерлої родини костезубих (Pelagornithidae), що існував у пізньому олігоцені.

## Скам'янілості
Дистальний фрагмент правої стегнової кістки було знайдено біля витоку річки Стоно в окрузі Чарлстон, Південна Кароліна (Сполучені Штати). Вважалося, що порода в місті знахідки датується раннім міоценом, на що вказує видова назва mioceanus («міоценове море»). Згодом відкладення перекласифіковані як пізньоолігоценові. Зразок MCZ 2514, дистальний лівий фрагмент тарсометатарзусу з річки Ешлі, був умовно віднесений до P. mioceanus пізніше.